# Rio Quebra-Dentes
Le rio Quebra-Dentes est un cours d'eau brésilien de l'État du Rio Grande do Sul.
Le rio Quebra-Dentes est un affluent de la rive droite du rio Taquari.